# Tevatron

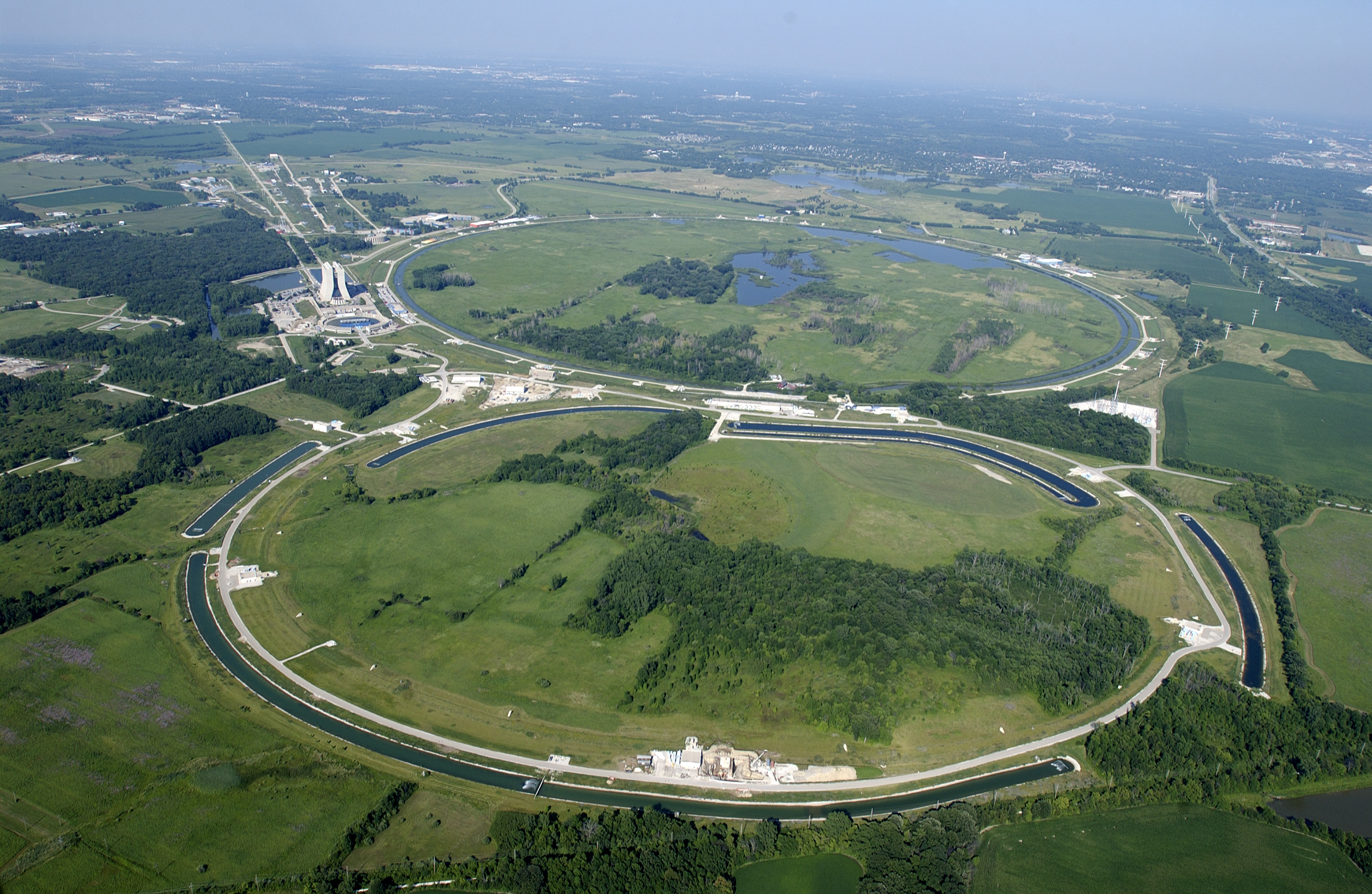
Pierścienie Tevatrona (tło) i Głównego Iniektora

Tevatron – akcelerator kołowy znajdujący się w Fermilabie w USA (w mieście Batavia niedaleko Chicago w stanie Illinois). Aktualnie jest akceleratorem, który osiąga drugą pod względem wielkości na świecie energię przyspieszanych cząstek elementarnych (0.98 TeV na wiązkę osiągnięto 29 listopada 2009). Energia ta może być rzędu 1 TeV, stąd nazwa urządzenia.
Tevatron jest synchrotronem, który przyspiesza protony i antyprotony w pierścieniu o długości 6,28 km. Został oddany do użytku w 1983 i początkowo kosztował 120 mln dolarów, a następnie był wielokrotnie ulepszany i unowocześniany. Główny Iniektor („wtryskiwacz”), zbudowany w latach 1994-1999 za 290 mln dolarów, był istotnym dodatkiem. Główny pierścień zostanie ponownie wykorzystany w przyszłych eksperymentach, a niektóre podzespoły ponownie użyte w innych akceleratorach.
30 września 2011 media podały, że Pier Oddone, dyrektor Fermilab, zdecydował się zakończyć pracę akceleratora. Wyłączenie nastąpiło 30 września 2011 o 21:00 czasu polskiego (14:00 czasu miejscowego).

## Odkrycia
- W 1995 zespoły fizyków pracujących w ramach grup CDF i DØ ogłosiły odkrycie kwarka wysokiego (top), a w 2007 została zmierzona jego masa z dokładnością do 1%. W 2006 zespoły te zidentyfikowały i zmierzyły pierwsze przypadki B-oscylacji mezonów, a także zanotowały dwa typy barionów sigma.
- W 2007 grupa DØ doniosła o obserwacji „kaskady B” barionów Xi.
- We wrześniu 2008 grupa DØ zaobserwowała cząstkę „podwójnie dziwny” barion omega, Ωb.
- W lipcu 2011 roku została odkryta cząstka Xi-sub-b Ξb°. Składa się ona z trzech kwarków: dziwnego (strange), górnego (up) i niskiego (bottom)[3].
- 14 kwietnia 2021 – po analizie badań z Wielkiego Zderzacza Hadronów oraz Tevatronu potwierdzono istnienie odderonu, przewidzianego teoretycznie przez Leszka Łukaszuka w 1973[4]